# Empoderamiento

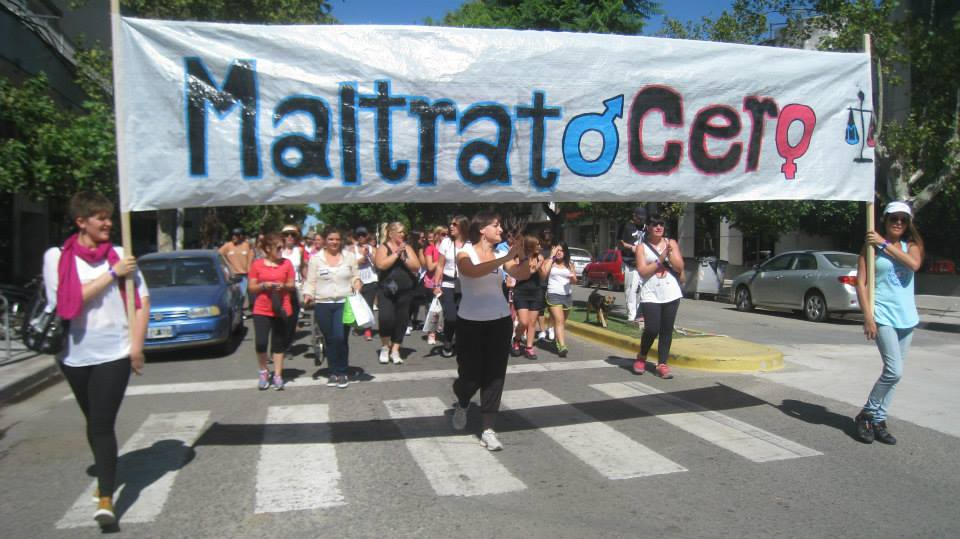
Caminata de empoderamiento y mentoreo.

El empoderamiento o apoderamiento (del inglés empowerment) es el acceso al control de los recursos materiales que permiten incrementar la puesta en práctica de las capacidades políticas, sociales y económicas, para protagonizar cambios revolucionarios o de ruptura con un orden orgánico establecido.
Actualmente utilizado por los diversos movimientos sociales y de justicia para referirse tanto al fortalecimiento de las capacidades personales y la confianza, como la ocupación de espacios políticos y sociales de protagonismo de mujeres y disidencias. Aparece como consecuencia de un entendimiento de las desigualdades existentes y su lucha por erradicarlas. 

## Definiciones
El empoderamiento organizacional se refiere a brindar autoridad a los colaboradores para tomar decisiones y actuar sin tener que buscar aprobación, esto significa dejar que la gente use su propia inteligencia, experiencia, intuición y creatividad, hacer que se involucren en las operaciones de la organización, escucharlas y aprovechar sus ideas para ayudar a que la organización mejore y tenga éxito.
Abarca una extensa gama de significados. Las interpretaciones de este concepto, así como sus definiciones, provienen de distintas disciplinas, que van desde la psicología y la filosofía, hasta la industria editorial y comercial, así como las ciencias de la motivación y automotivación.
El origen de la filosofía del empoderamiento se encuentra en el enfoque de la educación popular desarrollada en los años 1960 a partir del trabajo de Paulo Freire. El enfoque participativo surge en el campo del desarrollo de los años 1970; y consiste en "un proceso de reducción de la vulnerabilidad y en el incremento de las propias capacidades de los sectores pobres y marginados, que conduce a promover entre ellos un desarrollo humano y sostenible. "
Aunque el empoderamiento es aplicable a todos los grupos sociales vulnerables o que sean víctima de la marginación, tanto su origen como su aplicación práctica más extendida se encuentra entre el colectivo de las mujeres. El concepto fue propuesto por primera vez a mediados de los años 1980 por DAWN (1985), una red de grupos de mujeres e investigadoras del Norte y del Sur, para referirse al “proceso por el cual las mujeres acceden al control de los recursos (materiales y simbólicos) y refuerzan sus capacidades y protagonismo en todos los ámbitos”. Desde este enfoque más feminista, el empoderamiento de las mujeres abarca desde el cambio individual a la acción colectiva, e implica la alteración radical de las estructuras y procesos que reproducen la posición subordinada de las mujeres como género.

### Anglicismo
“Empoderamiento” es un anglicismo, calco del inglés empower.  Entre las traducciones correctas se encuentran «capacitación, «afiliación», «autonomización»; otros especialistas han propuesto que la más fieles traducciones serían “potenciación o fortalecimiento”. Arturo Pérez-Reverte aboga por «potenciar, fortalecer, reforzar, consolidar, endurecer, reafirmar, hacer visible, dar poder, apoderar» y rechaza «empoderar» como un «anglicismo burdo».  La Academia Mexicana de la Lengua también descarta “empoderamiento” como un anglicismo que al importarse al español resulta en neologismo parasintético, y recomienda «apoderar».

### Origen
El concepto tiene su origen en el pensamiento del intelectual marxista Antonio Gramsci y el posestructuralista Michel Foucault, entre otros.
Gramsci considera que el Estado somete a los ciudadanos de dos maneras, por la fuerza y por el consenso, siendo este último su herramienta fundamental de dominio. En consecuencia, el grupo hegemónico en el poder construye consensos que de manera artificial se aceptan socialmente para así facilitar su control. Foucault desarrolla esta idea al señalar que un aspecto crucial del poder es la construcción de verdades, lo cual se logra mediante discursos. Así, para Foucault, el hombre se somete a la verdad que el poder crea, y este no se puede ejercer sino con la producción de la verdad.

### Actualidad
Durante los últimos años[¿cuándo?] el término “empoderamiento” ha ampliado su campo de aplicación. Desde la primera acepción del término aplicada únicamente a los análisis de género, ha pasado a designar también al conjunto de colectivos vulnerables. Muy utilizado en los casos donde no existe una cualidad real que destacar. La extensión de su utilización en los estudios incluye el desarrollo, el trabajo comunitario y social, y la cooperación para el desarrollo. Del mismo modo el campo de aplicación del término, que originariamente pertenecía a los movimientos de mujeres y de desarrollo, progresivamente ha trascendido a otros campos entre los cuales cabe destacar los organismos internacionales como Naciones Unidas, el Banco Mundial, e incluso especializaciones como la gestión empresarial y el desarrollo personal.

Para estos dos últimos campos de aplicación, el término empoderamiento es 
“un proceso multidimensional de carácter social en dónde el liderazgo, la comunicación, y los grupos autodirigidos, reemplazan la estructura piramidal mecanicista por una estructura más horizontal en donde la participación de todos y cada uno de los individuos dentro de un sistema, forman parte activa del control del mismo con el fin de fomentar la riqueza y el potencial del capital humano, todo lo que posteriormente se verá reflejado no sólo en el individuo sino también en la propia organización”
Mientras, la visión de los grupos de mujeres y otros movimientos sociales va más allá. El empoderamiento sería “un proceso que propicia que las mujeres y otros grupos marginados incrementen sus posibilidades, esto es, que accedan al uso y control de los recursos materiales y simbólicos, que ganen influencia y prestigio, y que participen en el cambio social. Estos cambios pragmáticos traen consigo también un proceso por el que las personas se conciencien de sus propios derechos, capacidades e intereses, y de cómo éstos se relacionan con los intereses de otras personas, con el fin de participar desde una posición más sólida en la toma de decisiones, y estar en condiciones de influir en ellas.
El Diccionario Panhispánico de Dudas define «empoderar» como «conceder poder a un colectivo desfavorecido socioeconómicamente, para que mediante su autogestión, mejore sus condiciones de vida» y añade: «El verbo empoderar ya existía en español como variante desusada de apoderar. Su resucitación con este nuevo sentido, tiene la ventaja sobre apoderar, de usarse hoy únicamente con este significado específico».

## Empoderamiento organizacional
El empoderamiento organizacional se refiere al otorgamiento de poder a los empleados de la empresa, para así obtener beneficios óptimos mediante la tecnología de la información, y además, teniendo acceso a y haciendo uso de la crítica.
Esta tendencia surgió en una empresa productiva de tamaño mediano, que logró éxito dando mayor libertad de propuesta a su personal, lo cual significa hacer que la gente libere el poder y la creatividad que tiene por sus conocimientos y experiencias. Pero este cambio de enfoque debe comenzar desde la cumbre y ser impulsado sobre la base de los valores, ya que generalmente toma tiempo, porque se le pide a los empleados que acepten algo que no conocen ni tienen experiencia, pero que se puede lograr con ayuda de los siguientes aspectos:
- La empresa u organización debe de estar orientada a los clientes o usuarios.
- Debe de ser eficiente en costo.
- Debe tener flexibilidad y debe poder actuar con rapidez.
- La mejora debe ser continua y constante.

En cuanto a estar orientado a los clientes, se refiere a que la empresa debe considerar con seriedad la sofisticación de los consumidores actuales, además de la variedad de productos que existen en el mercado internacional, por lo que una organización poco sensitiva a los deseos y necesidades de los clientes, está generalmente destinada al fracaso o a desaparecer.
Además, se considera el aumento de los costos que ha forzado a muchas compañías a recortar sus márgenes de gastos y así, tener que hacer mucho más con menos.
La flexibilidad y rapidez se refieren a que al cliente no le va importar quién es el gerente, sino qué tan eficazmente se solucionan los problemas que tiene. Entonces, también se tiene en cuenta la mejora continua día a día, ya que se debe aceptar que la empresa tiene que ser mejor que ayer y así sucesivamente, mediante puntos clave como el compartir la información, crear autonomía, y reemplazar la jerarquía con equipos autodirigidos, aunque se debe tener cuidado con las personas que carecen de buena información, porque en ese caso no pueden actuar con responsabilidad.
Después de todo este proceso, se deben atender a las fronteras que crean autonomía, las cuales son: propósitos, valores, imagen, metas, roles, y estructura organizacional. Ahora, y cumpliendo con todo esto, se puede llegar al equipo autodirigido, que es un grupo de empleados que tienen la responsabilidad de todo un proceso, por ejemplo: planear, ejecutar y dirigir el trabajo desde el comienzo hasta el final, y sin olvidarse de las reglas operacionales, como el poner a los clientes primero y ante todo, velar por los intereses financieros de la compañía, ser flexibles al tomar decisiones de calidad, y además, mantener informados a los empleados.
Conformados estos grupos de trabajo, se podrán obtener ciertos beneficios, como ser: aumento de satisfacción en el empleo; cambio de actitud desde "tener que hacer algo a ahora querer hacerlo"; mayor compromiso por parte de los empleados; proceso más eficiente en la toma de decisiones; mejoras en la calidad; reducción de costos; y una organización más rentable.
Ventajas de compartir la información:
- Es la primera llave para facultar a las personas y las organizaciones.
- Permite a los empleados entender la situación actual en términos claros.
- Es la manera de crear confianza en toda la organización.
- Acaba con el modo de pensar jerárquico tradicional.
- Ayuda a las personas a ser más responsables.
- Las estimula para actuar como si fueran dueñas de la empresa.

## Empoderamiento de las mujeres

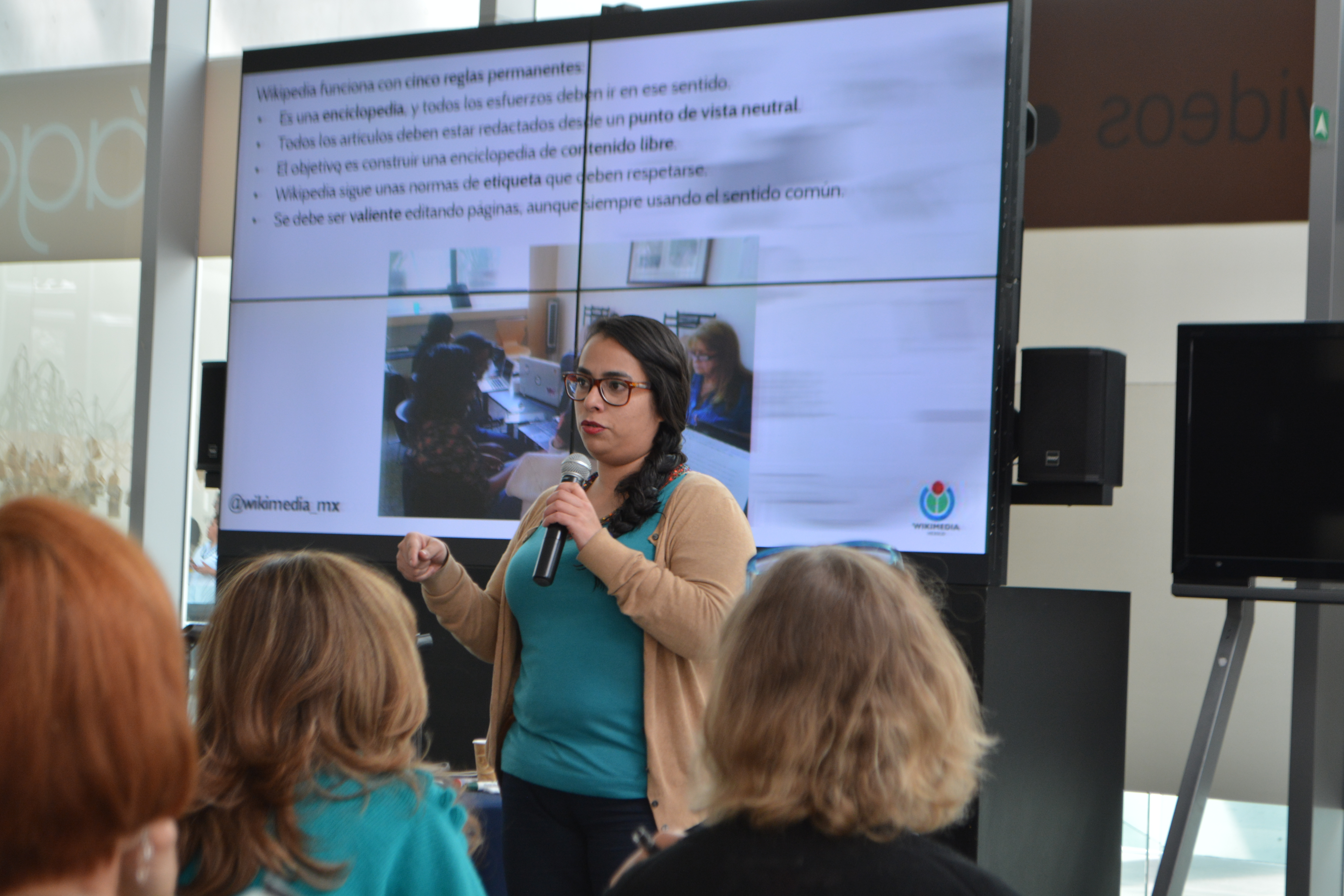
Taller Editatona Art + Feminism México a favor de la equidad de género.

A lo largo de la historia de la humanidad, el papel que representa la mujer ante la sociedad ha sido menospreciado respecto a la presencia del hombre, en la mayoría de las áreas de desarrollo del ser humano. Durante muchos años esta situación impidió que las mujeres tuvieran acceso a un trato igualitario al que recibían los hombres; desde el rol que desempeñaban dentro del núcleo familiar hasta el grado de presencia en la sociedad.
Fue hasta la participación que tuvieron durante la Segunda Guerra Mundial cuando el papel de la mujer comenzó a trascender ganando lugar en diversos sectores que hasta ese momento habían sido encabezados por hombres, principalmente en el campo laboral. La concepción que la sociedad tenía acerca de la mujer poco a poco fue cambiando, ya no se creía que el fin único de ésta era el de tener hijos y mantener aseada la casa, sin embargo, al terminar la Segunda Guerra Mundial la sociedad conservadora, ideológica y social que surgió, dominó y reafirmó los estereotipos acerca de las mujeres como esposas, madres y amas de casa estos estereotipos aún siguen vigentes, aunque en menor grado, sobre el papel que debería desempeñar la mujer contemporánea en la sociedad.
Actualmente la mujer ha conseguido no ser símbolo de vulnerabilidad en la concepción que la sociedad contemporánea tiene sobre ella. Sin embargo, existen sectores de la población mundial que continúan bajo una serie de ideas arraigadas sobre el papel con el cual debe radicar la participación de las mujeres del mundo. La inequidad entre hombres y mujeres ha sido uno de los principales factores que para que ésta no pueda tener un papel de trascendencia en diversas áreas. Sin embargo cabe constatar que son muchas las mujeres que día a día se han esforzado con propósito de romper los paradigmas bajo los cuales han sido catalogadas durante los últimos siglos y han comenzado a exigir equidad en cuanto a la participación y oportunidades con las que deben contar y que les pertenecen por derecho; con el fin de demostrar que las mujeres tienen la capacidad para ser partícipes de las decisiones con las que se rige la vida actualmente.
Empoderamiento se refiere a la capacidad que tienen las personas, en situaciones de vulnerabilidad, para lograr una transformación con la cual deje de ser objeto de otros y consiga ser la protagonista de su propia historia. Es por medio del cambio de mentalidades colectivas y de la capacidad que las personas pueden lograr al facultarse al ir en busca del cambio. Es así como el sujeto (véase sujeto (filosofía), sujeto histórico y también individuo) consigue sus aspiraciones de desarrollo, bienestar y cumplimiento de derechos y libertades, con las que cuenta como ser humano. Según el Instituto Nacional de las Mujeres en el caso de la mujer, existen diferentes áreas en las que durante los últimos años se ha conseguido mayor participación e incremento del empoderamiento que éstas pueden llegar a tener, por ejemplo:
- Plano individual: La lucha que las mujeres han llevado a cabo por conseguir el cumplimiento de sus derechos, se ha logrado gracias al compromiso que éstas han adquirido y desarrollado con motivo de reclamar, de exigir, la equidad de género. Para esto fue necesario una larga lucha consigo mismas acerca de si lo que estaban haciendo iba en contra de lo que la sociedad marcaba, si estaba bien o mal; a la vez que exigían que el Estado se comprometiese a garantizar el cumplimiento responsable de los derechos.

- Ámbito social: La mujer deja de ser la mitad del hombre y busca equivalencia de género en la participación que puede llegar a tener en la toma de decisiones en temas de desarrollo, sociedad y comunidad.

- Ideología y cultura: Consiste en la transformación por la cual una persona pasa a ser un ser individual, independiente y con la capacidad de decidir de qué manera actuar. De este punto surge la perspectiva feminista, en la que se busca tener derecho a buscar derechos.

- Ámbito económico: De acuerdo con ONU Mujeres, el empoderamiento que las mujeres han alcanzado en la vida económica ha logrado un nivel de desarrollo internacional que mejora la calidad de vida con la que en la actualidad la mujer se desenvuelve. Al haber igualdad de género en el sector privado, las empresas tienden a mejorar los resultados. Otro punto al cual se hace referencia, es el fomento a llevar a cabo prácticas de desarrollo empresarial a favor de las mujeres, como valor.

### Principios para el empoderamiento de las mujeres
Estos principios defienden que, si se desean crear economías más fuertes, lograr los objetivos de desarrollo y sostenibilidad convenidos internacionalmente y mejorar la calidad de vida de las mujeres, las familias y las comunidades, es fundamental empoderar a las mujeres para que participen plenamente en la vida económica, en todos sus sectores.
El sector privado es un socio clave en los esfuerzos de promoción de la igualdad de género y del empoderamiento de la mujer. Las investigaciones recientes demuestran que la diversidad de género ayuda a las empresas a mejorar sus resultados, y señalan que el interés personal y el interés común pueden ir de la mano. Sin embargo, para garantizar la inclusión del talento, las aptitudes y la energía de las mujeres —desde las oficinas ejecutivas hasta las fábricas y la cadena de suministro— es necesario adoptar medidas y políticas específicamente dirigidas al logro de ese objetivo.
Los Principios para el empoderamiento de las mujeres ofrecen a las empresas y al sector privado orientaciones prácticas sobre cómo empoderar a las mujeres en el lugar de trabajo, los mercados y la comunidad. Estos principios, elaborados a través de una asociación entre ONU Mujeres y el Pacto Mundial de las Naciones Unidas, están diseñados para ayudar a las empresas a la hora de examinar las políticas y prácticas que aplican —o a crear otras nuevas— en el ámbito del empoderamiento de las mujeres.
De forma resumida, estos principios consisten en lo siguiente:
1. Promover la igualdad de género desde la dirección al más alto nivel.
2. Tratar a todos los hombres y mujeres de forma equitativa en el trabajo; respetar y defender los derechos humanos y la no discriminación.
3. Velar por la salud, la seguridad y el bienestar de todos los trabajadores y trabajadoras.
4. Promover la educación, la formación y el desarrollo profesional de las mujeres.
5. Llevar a cabo prácticas de desarrollo empresarial, cadena de suministro y mercadotecnia a favor del empoderamiento de las mujeres.
6. Promover la igualdad mediante iniciativas comunitarias y cabildeo.
7. Evaluar y difundir los progresos realizados a favor de la igualdad de género.[14]

Los Principios para el Empoderamiento de las Mujeres son el fruto de una colaboración entre ONU Mujeres y el Pacto Mundial de las Naciones Unidas. Se basan en consultas realizadas entre múltiples interesados y son una adaptación de los Calvert Women’s Principles® (Principios de la Mujer de Calvert). Los Principios de la Mujer de Calvert fueron originalmente desarrollados en colaboración con UNIFEM (ahora parte de ONU Mujeres) y lanzados en 2004 como el primer código de conducta a escala mundial enfocado exclusivamente en la forma de empoderar, promover e invertir en las mujeres en el mundo.

### Empoderamiento y feminismo
El uso del término empoderamiento por parte del feminismo tiene sus raíces en la importancia adquirida por la idea de poder, tanto para los movimientos sociales como para la teoría de las ciencias en las últimas décadas. Este término por parte del movimiento social de mujeres aparece en la segunda ola del feminismo, que arranca en la década de los sesenta. En la discusión sobre los orígenes del uso del término empoderamiento en el Movimiento de mujeres, el texto más citado es el de Sen y Grown en 1998 que se preparó para la Tercera Conferencia Mundial en Nairobi en 1985. El documento fue traducido al español por el Programa Interdisciplinario de Estudios de la Mujer (PIEM) de El Colegio de México en 1988, con el título Desarrollo, crisis y enfoques alternativos : Perspectivas de la mujer en el tercer mundo. En este texto, proveniente del feminismo académico y militante tercermundista, el concepto de empoderamiento aparece como una estrategia impulsada por el Movimiento de Mujeres del Sur, con el fin de avanzar en el cambio de sus vidas y generar un proceso de transformación de las estructuras sociales, aspectos que se señalan como objetivo del movimiento. En América Latina las discusiones sobre mujeres y género y desarrollo se encontraron al el renacer del movimiento feminista que venía de la década de los setenta. (León M. 2001)   
De acuerdo con la Guía para el empoderamiento de la mujer, publicada por el Femeval, la búsqueda por eliminar las condiciones opresivas a las cuales se ha visto sometida la mujer durante muchos años, ha traído consigo la concepción de una ideología feminista, que ha impactado a millones de mujeres en todo el mundo. La cultura que se ha ido formando durante los últimos siglos, enfatizando el siglo XX, es una basada en movimientos sociales y políticos feministas, en los cuales la mujer ha logrado ser la iniciadora de una fuerte ola de democratización sin la cual la historia contemporánea no sería la que conocemos hoy en día. Gracias al comienzo de esta ideología, las mujeres del mundo han logrado una conexión que las ha llevado a una vida más participativa en la cual se busca forjar relaciones de equidad en la participación entre hombres y mujeres.
La línea en la que se mueve el feminismo tiende a generar diversas perspectivas desde las cuales puede ser analizado el movimiento, algunas visiones representarán posturas a favor, mientras que otras lo harán en contra. La rebeldía ha sido pieza clave para que la mujer haya alcanzado su objetivo, conseguir la ejecución de sus derechos tanto de equidad de géneros como el de libre expresión dentro de la sociedad moderna. La presencia con la que cuentan hoy en día las mujeres, en diversas áreas, se ha visto beneficiada del pensamiento científico y es que todas las mujeres inmersas en este movimiento han pensado en nuevos problemas que ayudan al desarrollo de la ciencia y las humanidades, vistos desde un nuevo punto de vista.
Una vez que las mujeres vieron que podían ganar terreno en las actividades diarias de la vida contemporánea, decidieron ir por más y es que suficiente con ver que son ellas las que van de acuerdo a los avances tecnológicos, ya que no ven limitaciones a la hora de lograr trascender en las nuevas necesidades que el mundo contemporáneo exige. El feminismo actual intenta impulsar la seguridad, la capacidad de obtener condiciones de desarrollo aptas y una vida en la que el patrimonio de cada mujer se vea beneficiado, de acuerdo a la igualdad de género, en un ambiente creativo y placentero.

### Empoderamiento y Desarrollo Sostenible
"Las mujeres, en especial aquellas en situación de pobreza, parecen ser más vulnerables a los desastres naturales. Un estudio reciente efectuado sobre 141 países encontró que son más las mujeres que los hombres que mueren a causa de riesgos naturales. Cuando la situación socioeconómica de las mujeres es alta, la cantidad de muertes de mujeres y hombres es prácticamente igual durante y después de los desastres naturales, mientras que son más las mujeres que los hombres que mueren (o que mueren más jóvenes) cuando la situación socioeconómica de las mujeres es inferior. Las mujeres, las niñas y niños tienen más probabilidades de morir durante los desastres que los hombres.
Las mujeres y las niñas y niños sufren los principales efectos negativos de la recolección y transporte de combustible y agua, al tiempo que las mujeres de numerosos países en desarrollo dedican entre 1 y 4 horas diarias a la recolección de biomasa para combustible. Un estudio sobre pobreza de tiempo y agua en 25 países del África subsahariana estimó que las mujeres destinan al menos 16 millones de horas diarias a la recolección de agua potable; los hombres dedican 6 millones de horas; y las niñas y niños, 4 millones de horas. Las brechas de género en las labores domésticas y familiares, incluido el tiempo destinado a obtener agua y combustible y a procesar los alimentos, se intensifican en contextos de crisis económica, degradación medioambiental, desastres naturales y de infraestructura y servicios inadecuados".

### Empoderamiento en la Agricultura
"Las mujeres representan en promedio el 43 por ciento de la fuerza de trabajo agrícola en los países en desarrollo. Esto varía considerablemente según la región, desde un 20 por ciento o menos en América Latina a un 50 por ciento o más en algunas partes de Asia y África. Pese a las variaciones regionales y subregionales, las mujeres realizan un aporte fundamental a la agricultura en todo el mundo en desarrollo.
Las mujeres agricultoras controlan menos tierras que los hombres y además tienen un acceso limitado a los insumos, las semillas, el crédito y los servicios de extensión. Menos del 20 por ciento de quienes poseen tierras son mujeres. Las diferencias de género en el acceso a la tierra y el crédito afectan la capacidad relativa de las agricultoras y agricultores y de las empresarias y empresarios para invertir, funcionar a escala adecuada y beneficiarse de nuevas oportunidades económicas.
Las mujeres tienen a su cargo la preparación de los alimentos del hogar en el 85-90 por ciento de los casos estudiados en una amplia variedad de países".

### Mujer y redes sociales

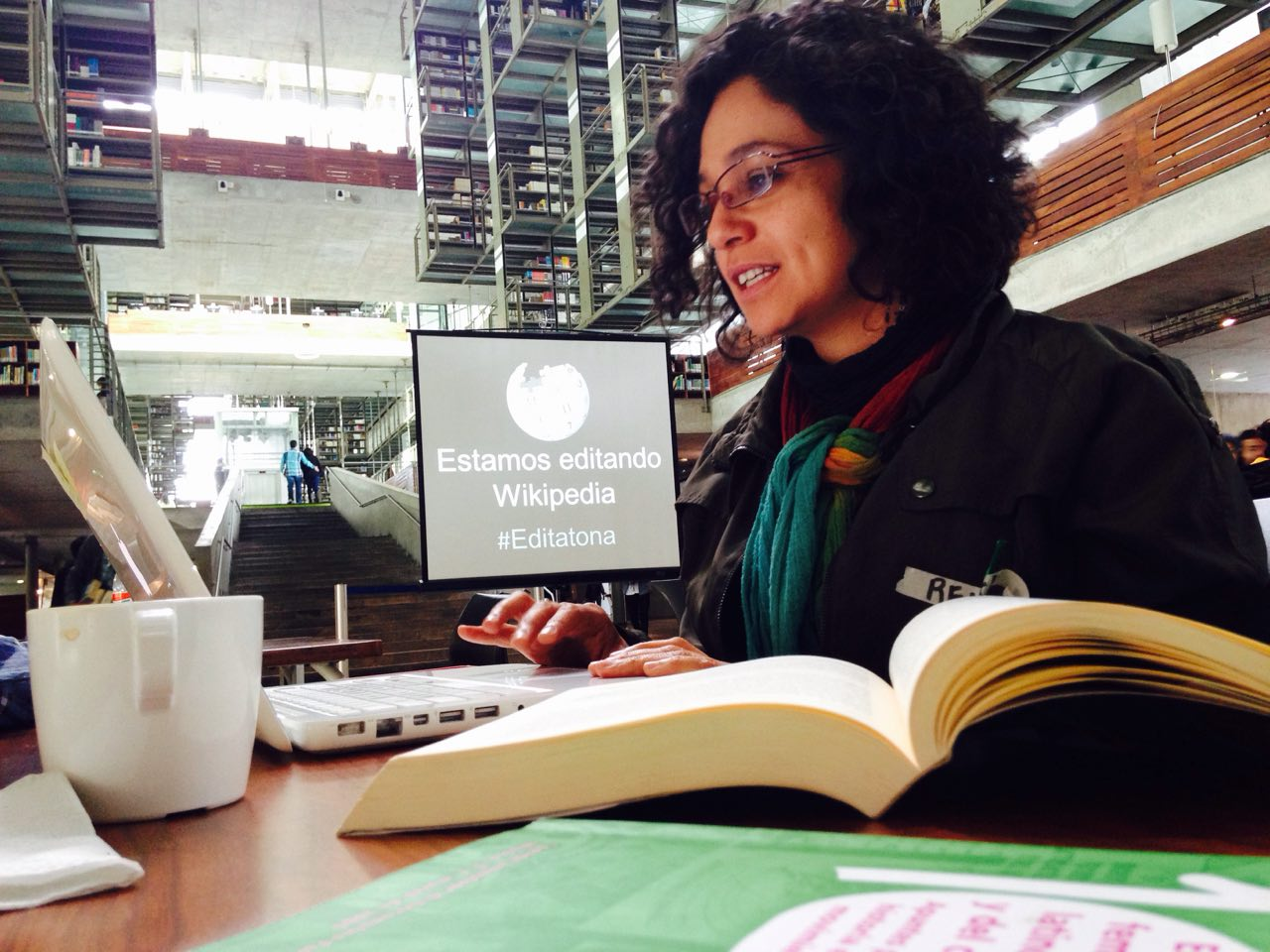
Participante de la segunda Editatona en la Biblioteca Vasconcelos

La llegada de Internet a la vida de las sociedades contemporáneas fue un gran paso en la Era digital, sin embargo durante los años 90, la participación femenina en Internet era escasa (tan sólo el 20% tenía una participación activa). Actualmente el escenario ha cambiado por completo, ya que cada vez más es común ver a mujeres en áreas en las que el hombre antes tenía el completo dominio, como todo lo relacionado con tecnología. La mujer al darse el lugar que merece en este sector logró enriquecer su conocimiento acerca de estos temas y de esta manera lograr un acceso aún más fácil al manejo de las tecnologías y por lo tanto de las redes sociales.
El papel de la mujer se ha visto beneficiado en múltiples áreas, una de estas es la tecnología, por lo que la brecha de género en el área digital cada día desaparece más. Es en las redes sociales donde es más evidente que la participación de la mujer ha comenzado a ganar un lugar muy importante, ya que incluso en algunas de las principales redes sociales como: Facebook, Twitter y MySpace, es mayor el porcentaje de usuarias que usuarios, por ejemplo:
- En Facebook, 57% son usuarias.
- En MySpace, 64% son usuarias.
- En Flickr, 55% son usuarias.

Para la mujer, la web se ha convertido en una herramienta básica para la clase media y clase alta, con la cual logran un desarrollo aún más avanzado en la elaboración de sus proyectos. El empoderamiento que la mujer ha logrado en este sector ha trascendido hasta el punto de posicionarla como pieza fundamental para la sociedad moderna. El campo que han llegado a abarcar es uno en el que han conseguido respeto, que por derecho merecen, unido a la libertad de expresión, un derecho con el que todo ser humano cuenta. Los temas que más interesan al sector femenino son: el establecimiento de relaciones laborales, la tecnología, la moda, la literatura, los viajes.

### Los Beneficios del Empoderamiento Económico a la Mujer
- "Cuando el número de mujeres ocupadas aumenta, las economías crecen. Según estudios efectuados en países de la OCDE y en algunos países no miembros, el aumento de la participación de las mujeres en la fuerza de trabajo —o una reducción de la disparidad entre la participación de mujeres y hombres en la fuerza laboral— produce un crecimiento económico más rápido.[27]
- Datos empíricos procedentes de diversos países muestran que incrementar la proporción de los ingresos del hogar controlados por las mujeres, procedentes de lo que ganan ellas mismas o de transferencias de dinero, modifica los patrones de gasto en formas que benefician a hijas e hijos.[23]
- Un estudio que empleó datos de 219 países obtenidos entre 1970 y 2009 encontró que, por cada año adicional de formación para las mujeres en edad reproductiva, la mortalidad infantil disminuyó en un 9,5 por ciento.[28]
- El aumento de la educación de las mujeres y las niñas contribuye a un mayor crecimiento económico. Un mayor nivel educativo da cuenta de aproximadamente el 50 por ciento del crecimiento económico en los países de la OCDE durante los últimos 50 años,[29] de lo cual más de la mitad se debe a que las niñas tuvieron acceso a niveles superiores de educación y al logro de una mayor igualdad en la cantidad de años de formación entre hombres y mujeres.[27] No obstante, para la mayoría de las mujeres, los logros sustanciales en educación no se tradujeron en la obtención de mejores resultados en el mercado laboral".[30]
- El empoderamiento económico de la mujer es un buen negocio. Las empresas se benefician enormemente al aumentar las oportunidades en cargos de liderazgo para las mujeres, algo que ha demostrado aumentar la eficacia organizacional. Se estima que las compañías donde tres o más mujeres ejercen funciones ejecutivas superiores registran un desempeño más alto en todos los aspectos de la eficacia organizacional."[31]

### La mujer y el uso del blog
La libre expresión con la que se puede trabajar en Internet y la poca cantidad de censura con la que se puede encontrar un usuario al publicar algo, es lo que ha hecho que la mujer utilice esta herramienta como arma de acción política a favor del papel femenino y el impacto que éstas han generado en el plano actual. Los problemas de orden social son los que principalmente han llevado a la mujer a tomar un papel de carácter activista, intentando causar un impacto como actores sociales y consiguiendo que la equidad de género y su voz como mujeres se haga notar.
Actualmente, el uso del blog ha dado la oportunidad a muchas mujeres, a nivel mundial, de hacer un llamado ante los problemas con los que la sociedad actual vive día con día. Las mujeres han logrado tener un papel tan importante dentro de las principales redes sociales que ya no sólo tocar temas relacionados con la mujer sino problemas en general que ponen en peligro la tranquilidad del ser humano. El blog es una página que permite expresarse de manera libre, como lo hacen Heba Afify y Afrah Nasser, dos mujeres blogueras, activistas encargadas de dar a conocer al mundo la situación en la que actualmente se encuentran sus países (Egipto y Yemen). Ellas son sólo dos de los millones de ejemplos en la red de redes; finalmente, son mujeres con la capacidad de informar la grave situación en la que la se encuentra la humanidad.
Es evidente que el empoderamiento que las mujeres están teniendo en las redes sociales incrementa día con día y que aún falta mucho pero la sociedad ha comenzado a tomar en cuenta el papel y el trabajo que estas mujeres están logrando. Durante el 6.° Festival Internacional de Cine de Derechos Humanos de México se llevó a cabo el 1º Encuentro de mujeres blogueras en donde fueron invitadas mujeres que escriben en la red con un solo propósito, concretizar a la sociedad contemporánea acerca de los problemas con los que se vive día a día. La importancia con la que se viven estos eventos es gracias al arduo trabajo al que se ha sometido la mujer con tal de ser tomada en cuenta, dentro de los estándares de equidad de género.

## Empoderamiento para la salud
En promoción de la salud, el empoderamiento para la salud es un proceso mediante el cual las personas adquieren un mayor control sobre las decisiones y acciones que afectan a su salud. Se establece una distinción entre el empoderamiento para la salud del individuo y el de la comunidad. El empoderamiento para la salud individual se refiere principalmente a la capacidad del individuo para tomar decisiones y ejercer control sobre su vida personal. El empoderamiento para la salud de la comunidad supone que los individuos actúen colectivamente con el fin de conseguir una mayor influencia y control sobre los determinantes de la salud y la calidad de vida de su comunidad, siendo este un importante objetivo de la acción comunitaria para la salud.

## Marginalización y empoderamiento
La marginalización se considera como un concepto opuesto al empoderamiento y se refiere a la tendencia oculta o abierta que hay dentro de las sociedades donde se consideran como indeseables y a excluir a aquellos que adolecen de ciertas habilidades o que se desvían de las normas del grupo.
Las personas marginadas que no tienen autosuficiencia generalmente dependen de la caridad de otros. Estas personas pierden la autoconfianza al no ser capaces de autosostenerse. Las oportunidades que se les niegan los priva de los logros, que aquellos que tienen las oportunidades pueden desarrollar por ellos mismos. Esto a su vez los lleva a desarrollar problemas de orden psicológico, sociales y mentales.
Por el contrario, el empoderamiento es el proceso de lograr que las oportunidades básicas puedan ser obtenidas por aquellos que están marginados, ya sea mediante la ayuda directa o a través de personas no marginadas que comparten su propio acceso a estas oportunidades. El empoderamiento también involucra atacar cualquier intento de negar a las personas esas oportunidades. El empoderamiento también implica fomentar y desarrollar habilidades para la autosuficiencia, con un énfasis en la eliminación de la necesidad de caridad. Este es un proceso difícil de implementar efectivamente.
Una estrategia de empoderamiento es la de ayudar a la gente marginada para que creen sus propias organizaciones sin ánimo de lucro, puesto que poseen el conocimiento de lo que su gente necesita. Ya que, si el control de la organización recae en personas de fuera del grupo, se puede producir el efecto contrario, y acentuar la marginación o crear nuevas dependencias.[cita requerida]

### Datos sobre la marginalización de la mujer en el mercado laboral
- "Sigue siendo desigual la participación de las mujeres en el mercado de trabajo con respecto a la de los hombres. En 2013, la relación entre hombres con empleo y población se ubicó en un 72,2 por ciento, mientras que esa relación entre las mujeres fue del 47,1 por ciento.[36]
- Se estima que en todo el mundo las mujeres podrían aumentar sus ingresos hasta en un 76 por ciento si se superara la brecha en la participación en el empleo y la brecha salarial entre mujeres y hombres. Se calcula que esto tiene un valor global de 17 billones de dólares estadounidenses.[37]
- Las mujeres tienen una responsabilidad desproporcionada con respecto al trabajo no remunerado de cuidados que prestan a otras personas. Las mujeres dedican entre 1 y 3 horas más que los hombres a las labores domésticas; entre 2 y 10 veces más de tiempo diario a la prestación de cuidados (a los hijos e hijas, personas mayores y enfermas), y entre 1 y 4 horas diarias menos a actividades de mercado.[38] En la Unión Europea por ejemplo, el 25 por ciento de las mujeres informa que las responsabilidades de cuidados y otras tareas de índole familiar y personal son la razón de su ausencia en la fuerza de trabajo, en comparación con el tres por ciento de los hombres.[30] Esto tiene un efecto adverso directo en la participación de las mujeres en la fuerza de trabajo.
- Las desigualdades en el uso del tiempo son todavía altas y persistentes en todos los países. Al combinar el trabajo remunerado y el no remunerado, las mujeres de los países en desarrollo trabajan más que los hombres, destinando menos tiempo a la educación, el ocio, la participación política y el cuidado propio.[39] Pese a algunas mejoras logradas durante los últimos 50 años, prácticamente en todos los países los hombres destinan por día más tiempo al ocio, mientras que las mujeres dedican más tiempo a realizar tareas domésticas no remuneradas.[40]
- Para las mujeres, las probabilidades de trabajar en el sector del empleo informal son más altas que las de los hombres.[30] En Asia meridional, más del 80 por ciento de las mujeres en empleos no agrícolas se desempeña en el sector informal, en el África subsahariana, el 74 por ciento, y en América Latina y el Caribe, el 54 por ciento.[41] En las zonas rurales, muchas mujeres obtienen su sustento de la actividad agrícola de pequeña escala, casi siempre de manera informal y a menudo sin remuneración".[42]

## Empoderamiento personal
El empoderamiento personal se logra cuando se pasa de la dependencia a la interdependencia pasando por la independencia. Logrando este último estado, la persona logra empoderar su vida teniendo un control completo de sus acciones, autocontrol, estima alta, seguridad completa en su persona y control de sus emociones.
La persona cuenta, en definitiva, con el poder de su lado para dirigir su vida. Tiene un sentimiento íntimo de seguridad en sí misma. Adopta una estrategia vital en la que es la principal protagonista de sus propios éxitos o fracasos en su vida. Abandona los roles de sumisión a los demás. Así, considera que su entorno delimita el tipo de decisiones que tiene que tomar, pero nunca el entorno decide.

## El proceso de empoderamiento
El empoderamiento, un proceso que habilita a alguien a ganar poder, autoridad e influencia sobre otros, las instituciones o la sociedad, probablemente se construye con el desarrollo de las siguientes capacidades:
- Tener poder de decisión propio.
- Tener acceso a la información y a los recursos para tomar una decisión apropiada.
- Tener una gama de opciones para elegir.
- Habilidad para ejercer asertividad en la toma de decisiones colectivas.
- Tener un pensamiento positivo y la habilidad para hacer cambios.
- Habilidad para aprender y para mejorar su propio poder personal o de grupo.
- Habilidad para cambiar las percepciones por medios democráticos.
- Mejorar la autoimagen y superar la estigmatización (véase discriminación y estereotipo).
- Participar en un proceso autoiniciado de crecimiento y cambios continuos.